# Brattle
Brattle – wieś w Anglii, w hrabstwie Kent, w dystrykcie Ashford. Leży 29 km na południowy wschód od miasta Maidstone i 80 km na południowy wschód od centrum Londynu.